# Том Скерит
Томас Рој Скерит (енгл. Thomas Roy Skerritt; Детроит, Мичиген; рођен, 25. августа 1933), амерички је филмски и телевизијски глумац, који се од 1962. године појавио у више од четрдесет филмова и више од две стотине телевизијских епизода бројних серија.
Познат је по улогама у филмовима M.A.S.H. (1970), Осми путник (1979), Мртва зона (1983), Топ ган (1986),  Челичне магнолије (1989), Новајлија (1990), Река успомена (1992), Ловац на потезу (1992), Меда (2012) и телевизијској серији Дрвене ограде/Picket Fences (1992–1996).
Скерит је имао неколико номинација и награда, укључујући награду Еми за најбољег главног глумца у драмској серији 1993. године за серију Дрвене ограде, такође је номинован и за два Златна глобуса.